# Europese PGA Tour 1997
De Europese PGA Tour 1997 was het 26ste seizoen van de Europese PGA Tour en bestond uit 36 toernooien.
Dit seizoen stond er een nieuwe toernooi op de kalender: het South African Open. Het FNB Players Championship, het Catalaans Open en het Oostenrijks Open verdwenen van de kalender.

## Kalender
| Data  | Data  | Toernooi                             | Baan                            | Land             | Winnaar             | Score     | Score     | Info           |
| ----- | ----- | ------------------------------------ | ------------------------------- | ---------------- | ------------------- | --------- | --------- | -------------- |
| 23-01 | 26-01 | Johnnie Walker Classic               | Links Hope Island               | Australië        | Ernie Els           | 278       | -10       |                |
| 30-01 | 02-02 | Heineken Classic                     | The Vines Golf & Country Club   | Australië        | Miguel Ángel Martín | 273       | -15       |                |
| 06-02 | 09-02 | South African Open                   | Glendower Country Club          | Zuid-Afrika      | Vijay Singh         | 270       | -18       | Nieuw toernooi |
| 13-02 | 16-02 | Dimension Data Pro-Am                | Gary Player Country Club        | Zuid-Afrika      | Nick Price          | 268       | -20       |                |
| 20-02 | 23-02 | South African PGA Championship       | Houghton Golf Club              | Zuid-Afrika      | Nick Price          | 269       | -19       |                |
| 27-02 | 03-03 | Dubai Desert Classic                 | Emirates Golf Club              | V.A.E.           | Richard Green       | 272       | -16       |                |
| 06-03 | 09-03 | Moroccan Open                        | Royal Golf Club Agadir          | Marokko          | Clinton Whitelaw    | 277       | -11       |                |
| 13-03 | 16-03 | Portuguese Open                      | Clube de Campo da Aroeira       | Portugal         | Michael Jonzon      | 269       | -19       |                |
| 20-03 | 24-03 | Turespaña Masters                    | El Saler Campo de Golf          | Spanje           | José María Olazábal | 268       | -20       |                |
| 27-03 | 30-03 | Madeira Island Open                  | Campo de Golfe da Madeira       | Portugal         | Peter Mitchell      | 204       | -12       | 3 speelronden  |
| 10-04 | 13-04 | Masters Tournament                   | Augusta                         | Verenigde Staten | Tiger Woods         |           |           |                |
| 17-04 | 20-04 | Europe 1 Cannes Open                 | Golf de Cannes-Mougins          | Frankrijk        | Stuart Cage         | 270       | -14       |                |
| 24-04 | 27-04 | Peugeot Spanish Open                 | Club de Campo Villa de Madrid   | Spanje           | Mark James          | 273       | -15       |                |
| 01-05 | 04-05 | Conte of Florence Italian Open       | Garda Golf & Country Club       | Italië           | Bernhard Langer     | 273       | -15       |                |
| 08-05 | 11-05 | Benson & Hedges International Open   | The Oxfordshire Golf Club       | Engeland         | Bernhard Langer     | 276       | -12       |                |
| 15-05 | 18-05 | Alamo English Open                   | Marriott Forest of Arden G & CC | Engeland         | Per-Ulrik Johansson | 269       | -19       |                |
| 23-05 | 26-05 | Volvo PGA Championship               | The Wentworth Club              | Engeland         | Ian Woosnam         | 275       | -13       |                |
| 29-05 | 01-06 | Deutsche Bank Open TPC of Europe     | Gut Kaden Golf und Land Club    | Duitsland        | Ross McFarlane      | 282       | -6        |                |
| 05-06 | 08-06 | Compaq European Grand Prix           | Slaley Hall Golf Course         | Engeland         | Colin Montgomerie   | 270       | -18       |                |
| 12-06 | 15-06 | US Open                              | Congressional GC                | Verenigde Staten | Ernie Els           |           |           |                |
| 19-06 | 22-06 | BMW International Open               | St. Eurach Land- und Golf Club  | Duitsland        | Ignacio Garrido     | 271       | -13       |                |
| 26-06 | 29-06 | Peugeot Open de France               | Le Golf National                | Frankrijk        | Retief Goosen       | 271       | -17       |                |
| 03-07 | 06-07 | Carroll's Irish Open                 | Druids Glen Golf Club           | Ierland          | Colin Montgomerie   | 269       | -15       |                |
| 09-07 | 12-07 | Loch Lomond World Invitational       | Loch Lomond Golf Club           | Schotland        | Tom Lehman          | 265       | -19       |                |
| 17-07 | 20-07 | The Open Championship                | Royal Troon Golf Club           | Schotland        | Justin Leonard      | 272       | -14       |                |
| 24-07 | 27-07 | Sun Microsystems Dutch Open          | Hilversumsche Golf Club         | Nederland        | Sven Strüver        | 266       | -18       |                |
| 31-07 | 03-08 | Scandinavian Masters                 | Barsebäck Golf & Country Club   | Zweden           | Joakim Haeggman     | 270       | -18       |                |
| 07-08 | 10-08 | Chemapol Trophy Czech Open           | Royal Golf Club Mariánské Lázně | Tsjechië         | Bernhard Langer     | 264       | -20       |                |
| 14-08 | 17-08 | USPGA Championship                   | Winged Foor Golf Club           | Verenigde Staten | Davis Love III      |           |           |                |
| 21-08 | 24-08 | Smurfit European Open                | The K Club Golf Resort          | Ierland          | Per-Ulrik Johansson | 267       | -21       |                |
| 28-08 | 31-08 | Volvo German Open                    | Golfclub München Eichenried     | Duitsland        | Robert Karlsson     | 264       | -24       |                |
| 04-09 | 07-09 | Canon European Masters               | Golf Club Crans-sur-Sierre      | Zwitserland      | Costantino Rocca    | 266       | -18       |                |
| 11-09 | 14-09 | Trophée Lancôme                      | Golf de Saint-Nom-la-Bretèche   | Frankrijk        | Mark O'Meara        | 271       | -13       |                |
| 18-09 | 21-09 | One 2 One British Masters            | Forest of Arden G&CC            | Engeland         | Greg Turner         | 275       | -13       |                |
| 26-09 | 28-09 | Ryder Cup By Johnnie Walker          | Valderrama Golf Club            | Spanje           | Europa              | 14½ - 13½ | 14½ - 13½ | Teamevenement  |
| 02-10 | 05-10 | Linde German Masters                 | Berliner G&CC Motzener See      | Duitsland        | Bernhard Langer     | 267       | -21       |                |
| 09-10 | 12-10 | Toyota World Match Play Championship | The Wentworth Club              | Engeland         | Vijay Singh         | -         | -         |                |
| 16-10 | 19-10 | Alfred Dunhill Cup                   | St Andrews Links                | Schotland        | Zuid-Afrika         | -         | -         | Teamevenement  |
| 23-10 | 26-10 | Oki Pro-Am                           | La Moraleja Golf                | Spanje           | Paul McGinley       | 266       | -22       |                |
| 30-10 | 02-11 | Volvo Masters                        | Montecastillo Golf Resort       | Spanje           | Lee Westwood        | 200       | -16       | 3 speelronden  |

## Order of Merit
De Order of Merit wordt gebaseerd op basis van het verdiende geld.
| Rang | Speler              | Land          | Prijzengeld (€) |
| ---- | ------------------- | ------------- | --------------- |
| 1    | Colin Montgomerie   | Schotland     | 1.118.527       |
| 2    | Bernhard Langer     | Duitsland     | 969.358         |
| 3    | Lee Westwood        | Engeland      | 824.205         |
| 4    | Darren Clarke       | Noord-Ierland | 752.373         |
| 5    | Ian Woosnam         | Wales         | 704.988         |
| 6    | Ignacio Garrido     | Spanje        | 576.072         |
| 7    | Retief Goosen       | Zuid-Afrika   | 552.437         |
| 8    | Pádraig Harrington  | Ierland       | 544.575         |
| 9    | José María Olazábal | Spanje        | 539.908         |
| 10   | Robert Karlsson     | Zweden        | 510.359         |